# جيمس فالنتاين
جيمس فالنتاين (بالإنجليزية: James Valentine)‏ هو موسيقي أسترالي، ولد في 1962 في بالارات في أستراليا.

## وصلات خارجية
- الموقع الرسمي
- جيمس فالنتاين على موقع IMDb (الإنجليزية)
- جيمس فالنتاين على موقع ميوزك برينز (الإنجليزية)
- جيمس فالنتاين على موقع ديسكوغز (الإنجليزية)